# Anne Nagel
Pour les articles homonymes, voir Nagel.
Anne Nagel, née Anne Dolan le 29 septembre 1915 dans la ville de Boston dans le Massachusetts et morte le 6 juillet 1966 à Los Angeles en Californie, est une actrice américaine.

## Biographie
Elle naît à Boston dans le Massachusetts en 1915. Destinée par ses parents à devenir religieuse, elle commence adolescente à poser comme modèle photo et découvre le théâtre en jouant dans une troupe de Boston. Quand ses parents divorcent, elle s'installe avec sa mêre et son beau-père en Californie. Technicien pour le studio Tiffany-Stahl, il introduit sa belle-fille dans le milieu du cinéma.
En 1932, elle signe un contrat avec la société de production Warner Bros.. Elle apparaît pour la première fois au cinéma la même année avec un rôle de figuration dans la comédie Hypnotized de Mack Sennett. Elle enchaîne alors plusieurs autres rôles de figuration au cours des deux années suivantes et intègre le programme de formation de la 20th Century Fox avec qui elle signe un contrat en 1935 avant de revenir vers la Warner.
En 1936, elle obtient le premier grand rôle de sa carrière en étant au cœur d'une intrigue amoureuse entre Ross Alexander et Craig Reynolds dans la comédie Here Comes Carter de William Clemens. La même année, elle donne notamment la réplique à Dick Purcell, Marie Wilson et Wayne Morris dans le drame sportif King of Hockey de Noel M. Smith et obtient un rôle secondaire dans la comédie Hot Money de William C. McGann qui est une adaptation de la pièce de théâtre éponyme d'Aben Kandel (en).
En septembre 1936, elle se marie avec son ancien partenaire à l'écran Ross Alexander dont la précédente femme, Aleta Freel (en), s'est suicidée en décembre 1935. Le mariage n'est pas heureux et Ross finit par mettre fin à ses jours en janvier 1937.
Malgré cette tragédie et le désintérêt qu'elle porte alors à sa carrière, elle continue à obtenir des rôles, jouant notamment avec Donald Woods et Ann Dvorak dans le film policier The Case of the Stuttering Bishop de William Clemens, la sixième et dernière adaptation des aventures du détective privé Perry Mason au cinéma. Elle prend également part à un autre film policier avec le rôle d'une actrice suspectée de meurtre dans The Adventurous Blonde de Frank McDonald, la troisième aventure de la reporter Torchy Blane incarnée par Glenda Farrell au cinéma. Pour William Nigh, elle tient deux rôles principaux, l'un dans le film romantique A Bride for Henry et l'autre dans le drame Le Petit Bagarreur (Hoosier Schoolboy). Elle apparaît également dans plusieurs westerns et comédies, comme The Devil's Saddle Legion de Bobby Connolly ou Three Legionnaires d'Hamilton MacFadden.
En 1938, elle tient l'un des rôles principaux du film policier Mystery House (en) de Noel M. Smith qui est l'adaptation du roman Rendez-vous de chasse (The Mystery of Hunting's End) de la romancière américaine Mignon G. Eberhart. Elle incarne une trapéziste dans le drame Under the Big Top de Karl Brown et une jeune vendeuse dans la comédie romantique Saleslady d'Arthur Greville Collins. Elle tourne également plusieurs films pour Lambert Hillyer dont la comédie Should a Girl Marry ? dans laquelle elle tient le premier rôle. Elle rejoint Universal Pictures en 1939.
En 1940, elle donne la réplique à Boris Karloff, Béla Lugosi et Stanley Ridges dans le film d'horreur Vendredi 13 (Black Friday) d'Arthur Lubin et apparaît par la suite dans plusieurs films d'horreurs, comme L'Échappé de la chaise électrique (Man Made Monster) de George Waggner, The Mad Doctor of Market Street de Joseph H. Lewis ou The Mad Monster de Sam Newfield. Elle joue également dans plusieurs serials, étant la secrétaire de Britt Reid, alias le Frelon vert joué par Gordon Jones dans le film d'aventure Le Frelon Vert (en) (The Green Hornet) et sa suite The Green Hornet Strikes Again! (en), en incarnant la fille d'un riche industriel dans le western Winners of the West (en) ou en jouant le rôle d'une reporter dans le film d'espionnage The Secret Code (en). En 1946, elle est à l'affiche du film d'action Traffic in Crime de Lesley Selander avec pour partenaires Adele Mara et Kane Richmond.
Entre 1948 et 1951, elle tourne dans six courts-métrages mettant en scène l'enfant star Gary Gray et John Ridgely. Ses dernières apparitions au cinéma sont alors des rôles secondaires ou de figurations, comme dans le biopic The Spirit of West Point de Ralph Murphy consacré au joueur de football américain Doc Blanchard (en) dans lequel elle joue le rôle de la femme de l'entraineur Earl Blaik. Elle se retire en 1952.
En 1956, elle effectue un éphémère retour à la télévision en incarnant Louisa Frederici (en), la femme de Buffalo Bill dans un épisode de la série télévisée Circus Boy.
Elle décède en 1966 à Los Angeles en Californie à l'âge de 50 ans des suites d'un cancer du foie. Elle est enterrée au cimetière Holly Cross à Culver City en Californie.

## Filmographie

### Au cinéma

#### Longs-métrages
- 1932 : Hypnotized de Mack Sennett
- 1933 : I Loved You Wednesday d'Henry King et William Cameron Menzies
- 1933 : College Humor de Wesley Ruggles
- 1933 : Bonne à tout faire (Sitting Pretty) de Harry Joe Brown
- 1934 : La Soirée de Miss Stanhope (Coming Out Party) de John G. Blystone : rôle non crédité
- 1934 : Le Ministère des amusements (Stand Up and Cheer!) d'Hamilton MacFadden
- 1934 : George White's Scandals de George White
- 1935 : Redheads on Parade de Norman Z. McLeod
- 1935 : Music Is Magic de George Marshall
- 1936 : Everybody's Old Man (en) de James Flood
- 1936 : Guerre au crime (Bullets or Ballots) de William Keighley
- 1936 : Hot Money de William C. McGann
- 1936 : Courrier de Chine (China Clipper) de Ray Enright
- 1936 : Love Begins at 20 de Frank McDonald
- 1936 : Here Comes Carter de William Clemens
- 1936 : Polo Joe de William C. McGann
- 1936 : King of Hockey de Noel M. Smith
- 1937 : Guns of the Pecos (en) de Noel M. Smith
- 1937 : The Case of the Stuttering Bishop de William Clemens
- 1937 : Le Petit Bagarreur (Hoosier Schoolboy) de William Nigh
- 1937 : Three Legionnaires d'Hamilton MacFadden
- 1937 : The Devil's Saddle Legion de Bobby Connolly
- 1937 : L'Héritière vagabonde (The Footloose Heiress) de William Clemens
- 1937 : Escape by Night d'Hamilton MacFadden
- 1937 : A Bride for Henry de William Nigh
- 1937 : The Adventurous Blonde de Frank McDonald
- 1937 : She Loved a Fireman de John Farrow
- 1938 : Saleslady d'Arthur Greville Collins
- 1938 : Mystery House (en) de Noel M. Smith
- 1938 : Trois du cirque (Under the Big Top) de Karl Brown
- 1938 : Gang Bullets de Lambert Hillyer
- 1939 : Convict's Code de Lambert Hillyer
- 1939 : Should a Girl Marry ? de Lambert Hillyer
- 1939 : Unexpected Father de Charles Lamont
- 1939 : The Witness Vanishes d'Otis Garrett
- 1939 : Legion of Lost Flyers de Christy Cabanne
- 1939 : Call a Messenger d'Arthur Lubin
- 1940 : Le Frelon Vert (en) (The Green Hornet) de Ford Beebe et Ray Taylor
- 1940 : Mon petit poussin chéri (My Little Chickadee) d'Edward F. Cline
- 1940 : Vendredi 13 (Black Friday) d'Arthur Lubin
- 1940 : Ma! He's Making Eyes at Me d'Harold D. Schuster
- 1940 : Hot Steel de Christy Cabanne
- 1940 : Winners of the West (en) de Ford Beebe et John Rawlins
- 1940 : L'Auberge des loufoques (Argentine Nights) d'Albert S. Rogell
- 1940 : La Frontière des diamants (Diamond Frontier) d'Harold D. Schuster
- 1940 : La Femme invisible (The Invisible Woman) d'A. Edward Sutherland
- 1941 : The Green Hornet Strikes Again! (en) de Ford Beebe et John Rawlins
- 1941 : Meet the Chump d'Edward F. Cline
- 1941 : L'Échappé de la chaise électrique (Man Made Monster) de George Waggner
- 1941 : Mutiny in the Arctic de John Rawlins
- 1941 : Passez muscade (Never Give a Sucker an Even Break) d’Edward F. Cline
- 1941 : Rendez-vous d'amour (Appointment for Love) de William A. Seiter
- 1941 : Road Agent de Charles Lamont
- 1941 : Sealed Lips (en) de George Waggner
- 1942 : Don Winslow of the Navy de Ray Taylor
- 1942 : Le Garde de la diligence (en) (Stagecoach Buckaroo) de Ray Taylor
- 1942 : The Mad Doctor of Market Street de Joseph H. Lewis
- 1942 : The Dawn Express d'Albert Herman
- 1942 : The Mad Monster de Sam Newfield
- 1942 : The Secret Code (en) de Spencer Gordon Bennet
- 1943 : Femmes enchaînées (Women in Bondage) de Steve Sekely
- 1946 : Meurtre au music-hall (Murder in the Music Hall) de John English
- 1946 : Traffic in Crime de Lesley Selander
- 1946 : Charlie Chan In the Trap d'Howard Bretherton
- 1947 : Blondie's Holiday d'Abby Berlin (en)
- 1947 : Marchands d'illusions (The Hucksters) de Jack Conway
- 1947 : The Spirit of West Point de Ralph Murphy
- 1948 : Le Retour (Homecoming) de Mervyn LeRoy
- 1948 : Un caprice de Vénus (One Touch of Venus) de William A. Seiter
- 1948 : Tous les maris mentent (An Innocent Affair) de Lloyd Bacon
- 1948 : Bungalow 13 d'Edward L. Cahn
- 1948 : Ma femme et ses enfants (Family Honeymoon) de Claude Binyon
- 1948 : La Course aux maris (Every Girl Should Be Married) de Don Hartman
- 1949 : Un homme change son destin (The Stratton Story) de Sam Wood
- 1949 : Monsieur Joe (Mighty Joe Young) d'Ernest B. Schoedsack
- 1949 : Prejudice d'Edward L. Cahn
- 1950 : Armored Car Robbery de Richard Fleischer

#### Courts-métrages
- 1938 : Romance Road de Bobby Connolly
- 1948 : Pal's Return de Leslie Goodwins
- 1949 : I Found a Dog de Lew Landers
- 1949 : Dog of the Wild de Richard Irving
- 1949 : Pal, Fugitive Dog de Richard Irving
- 1949 : Pal's Gallant Journey de Richard Irving
- 1950 : Pal, Canine Detective de Richard Irving

### A la télévision
- 1951 : The Range Rider, deux épisodes
- 1952 : Schlitz Playhouse of Stars, épisode Double Exposure
- 1956 : Circus Boy, épisode The Return of Buffalo Bill